# بوتلوة متملصة
بوتلوة متملصة (الاسم العلمي:Bouteloua eludens) هي نوع من النباتات يتبع جنس البوتلوة من الفصيلة النجيلية.